# Okręg wyborczy Manchester Moss Side
Okręg wyborczy Manchester Moss Side powstał w 1918 r. i wysyłał do brytyjskiej Izby Gmin jednego deputowanego. Okręg obejmował dzielnicę Moss Side w Manchesterze. Został zlikwidowany w 1983 r.

## Deputowani do brytyjskiej Izby Gmin z okręgu Manchester Moss Side
- 1918–1923: Gerald Hurst, Partia Konserwatywna
- 1923–1924: Thomas Ackroyd, Partia Liberalna
- 1924–1935: Gerald Hurst, Partia Konserwatywna
- 1935–1945: William Duckworth, Partia Konserwatywna
- 1945–1950: William Griffiths, Partia Pracy
- 1950–1959: Florence Horsbrugh, Partia Konserwatywna
- 1959–1961: James Watts, Partia Konserwatywna
- 1961–1974: Frank Taylor, Partia Konserwatywna
- 1974–1978: Frank Hatton, Partia Pracy
- 1978–1983: George Morton, Partia Pracy